# Ligue des nations féminine de l'UEFA 2023-2024
Navigation
Édition 2025
La Ligue des nations féminine de l'UEFA 2023-2024 est la saison inaugurale de la Ligue des nations féminine organisée par l'Union des associations européennes de football. Elle oppose les équipes nationales féminines des associations membres lors d'une phase de groupes du 20 septembre au 5 décembre 2023 et une phase finale qui se tient du 21 au 28 février 2024.
L'Espagne a été désignée pays hôte pour la 1re demi-finale face aux Pays-Bas ainsi que le match pour la finale de la 1re édition de la Ligue des Nations (2023-2024). La France organise la 2e demi-finale face à l'Allemagne. Et les Pays-Bas quant à eux organisent le match pour la 3e place.

## Format
Le format et le calendrier de la Ligue des nations de l'UEFA sont formellement approuvés par le Comité exécutif de l'UEFA le 25 janvier 2023. Ainsi :
- les associations membres de l'UEFA participent à la compétition, cependant :
- les équipes sont réparties en trois ligues, A-B-C, en fonction du coefficient UEFA des équipes nationales à l'issue des éliminatoires européens pour la Coupe du monde 2023 (les barrages n'étant pas inclus)[4]. La répartition est la suivante :
  - la Ligue A se compose des seize équipes les mieux classées ;
  - les seize équipes suivantes sont attribués à la Ligue B ;
  - les équipes restantes à la Ligue C.
- chaque ligue est divisée en quatre groupes de trois à quatre équipes, de sorte que chaque équipe joue quatre ou six matchs au sein de chaque groupe (utilisant le système de matchs domicile-extérieur), à l'occasion de deux matchs en septembre, octobre, novembre et décembre 2023.
- les quatre vainqueurs de groupes de la Ligue A sont qualifiés pour la phase finale de la Ligue des nations, avec deux demi-finales, un match pour la troisième place et une finale. Un pays hôte sera désigné par l'UEFA après la phase de groupes
- Le tirage au sort de la phase de groupes a eu lieu à la Maison du football européen à Nyon le 2 mai 2023.

- Les équipes sont également en compétition pour la promotion et la relégation à une division supérieure ou inférieure. Dans chaque division, les vainqueurs de poules (sauf la ligue A) sont promus en division supérieure, tandis que les dernières équipes classées de chaque poule (exception faite de la ligue C) sont reléguées. Cependant les équipes placées dans les positions intermédiaires (deuxième et troisième) disputeront des matchs de promotion/relégation en match aller-retour dans le but d'obtenir une meilleure place au classement général pour les éliminatoires de l'Euro 2025.

| Rang | Ligue A               | Ligue B                   | Ligue B              | Ligue C                  | Ligue C      |
| ---- | --------------------- | ------------------------- | -------------------- | ------------------------ | ------------ |
| 1    | Phase finale          | Promotion                 | Promotion            | Promotion                | Promotion    |
| 2    | Maintien              | Barrage de promotion      | Barrage de promotion | Barrage de promotion (3) | Maintien (2) |
| 3    | Barrage de relégation | Barrage de relégation (3) | Relégation (1)       | Maintien                 | Maintien     |
| 4    | Relégation            | Relégation                | Relégation           | Maintien                 | Maintien     |

### Qualifications pour l'Euro 2025
Cette édition est liée à la composition des ligues pour les qualifications pour le Championnat d'Europe féminin de football 2025 en Suisse.

## Qualification pour le tournoi olympique
Cette édition de la Ligue des nations offre une possibilité de qualification pour le Tournoi olympique de football féminin qui aura lieu du 24 juillet au 11 août 2024 en France. Seules les équipes participant à la phase finale de la Ligue des nations peuvent espérer obtenir une place dans le tournoi :
La  France est déjà qualifiée pour le tournoi en tant que pays hôte, deux places seront attribuées pour :
1. Les deux équipes finalistes (si la France n'atteint pas la finale de la Ligue des nations)
2. L'équipe finaliste + l'équipe ayant remporté le match pour la troisième place (si la France atteint la finale de la Ligue des nations)

## Calendrier
| Nom                                             | Tirage au sort        | Date aller                                       | Date retour                                       | Équipes participantes |
| ----------------------------------------------- | --------------------- | ------------------------------------------------ | ------------------------------------------------- | --------------------- |
| Phase de groupes (2023)                         |                       |                                                  |                                                   |                       |
| Journées 1 et 4 Journées 2 et 5 Journées 3 et 6 | 2 mai 2023 Nyon       | 21 et 22 septembre 26 septembre 26 et 27 octobre | 31 octobre 30 novembre et 1er décembre 5 décembre | 51                    |
| Phase finale (2024)                             |                       |                                                  |                                                   |                       |
| Demi-finales                                    | 11 décembre 2023 Nyon | 23 février                                       | 23 février                                        | 4                     |
| 3e place                                        | 11 décembre 2023 Nyon | 28 février                                       | 28 février                                        | 2                     |
| Finale                                          | 11 décembre 2023 Nyon | 28 février                                       | 28 février                                        | 2                     |
| Matches de promotion & relégation (2024)        |                       |                                                  |                                                   |                       |
| Matches de promotion & relégation               | 11 décembre 2023 Nyon | 23 février                                       | 27 et 28 février                                  | 14                    |

## Participants
Les associations membres de l'UEFA prennent part à la Ligue des nations 2023-2024 :
- Albanie
- Allemagne
- Andorre
- Angleterre
- Arménie
- Autriche
- Azerbaïdjan
- Biélorussie
- Belgique
- Bosnie-Herzégovine
- Bulgarie
- Croatie
- Chypre
- Danemark
- Écosse
- Espagne
- Estonie
- Finlande
- France
- Géorgie
- Grèce
- Hongrie
- Îles Féroé
- République d'Irlande
- Irlande du Nord
- Islande
- Israël
- Italie
- Kazakhstan
- Kosovo
- Lettonie
- Lituanie
- Luxembourg
- Macédoine du Nord
- Malte
- Moldavie
- Monténégro
- Norvège
- Pays-Bas
- Pays de Galles
- Pologne
- Portugal
- Tchéquie
- Roumanie
- Serbie
- Slovaquie
- Slovénie
- Suède
- Suisse
- Turquie
- Ukraine

Particularités :
- La  Russie est suspendue depuis le 2 mai 2022 de toutes compétitions organisées par l'UEFA[6].
- Saint-Marin n'a pas d'équipe féminine
- Liechtenstein et  Gibraltar ont une équipe féminine mais ne participent pas à la compétition

## Ligues

### Composition des ligues
Les équipes sont reparties sur la base du classement UEFA au coefficient. Le tirage au sort des différents groupes de chaque ligue a eu lieu le 2 mai 2023 à Nyon en Suisse. La  Russie est exclue de cette compétition.
Composition des ligues à l'issue des éliminatoires de la Coupe du monde 2023 figure ci-après :

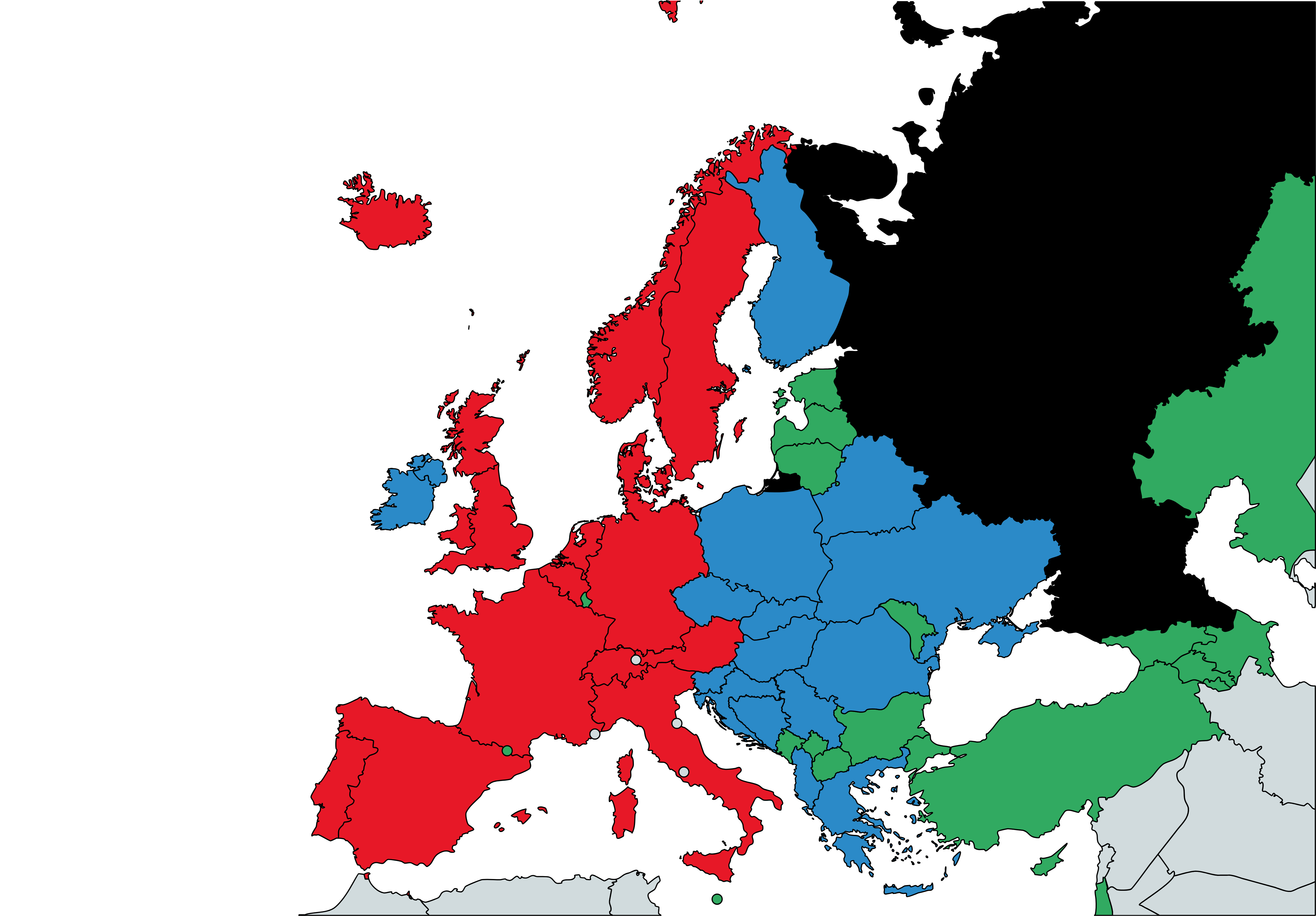
Carte de la répartition des ligues:
Équipe prenant part à la Ligue A
Équipe prenant part à la Ligue B
Équipe prenant part à la Ligue C
Équipe exclue de la compétition

| Légende - Équipes placées dans le chapeau 1 - Équipes placées dans le chapeau 2 - Équipes placées dans le chapeau 3 - Équipes placées dans le chapeau 4 |

| Équipe         | Coeff  | Rang |
| -------------- | ------ | ---- |
| Angleterre     | 46,178 | 1    |
| Allemagne      | 43,043 | 2    |
| France         | 42,584 | 3    |
| Suède          | 40,823 | 4    |
| Espagne        | 40,472 | 5    |
| Pays-Bas       | 39,910 | 6    |
| Norvège        | 38,715 | 7    |
| Danemark       | 37,535 | 8    |
| Italie         | 36,455 | 9    |
| Belgique       | 34,794 | 10   |
| Autriche       | 33,963 | 11   |
| Islande        | 33,348 | 12   |
| Suisse         | 33,101 | 13   |
| Pays de Galles | 29,942 | 15   |
| Portugal       | 29,744 | 16   |
| Écosse         | 29,335 | 17   |

| Équipe               | Coeff  | Rang |
| -------------------- | ------ | ---- |
| République d'Irlande | 28,877 | 18   |
| Pologne              | 28,458 | 19   |
| Tchéquie             | 27,508 | 20   |
| Finlande             | 26,757 | 21   |
| Serbie               | 26,517 | 22   |
| Slovénie             | 26,445 | 23   |
| Irlande du Nord      | 25,711 | 24   |
| Roumanie             | 24,877 | 25   |
| Ukraine              | 24,359 | 26   |
| Bosnie-Herzégovine   | 23,091 | 27   |
| Slovaquie            | 19,213 | 28   |
| Hongrie              | 18,552 | 29   |
| Grèce                | 17,556 | 30   |
| Croatie              | 17,523 | 31   |
| Biélorussie          | 16,890 | 32   |
| Albanie              | 16,826 | 33   |

| Équipe            | Rang Ligue | Rang |
| ----------------- | ---------- | ---- |
| Malte             | 16,021     | 34   |
| Israël            | 15,543     | 35   |
| Azerbaïdjan       | 14,876     | 36   |
| Turquie           | 14,865     | 37   |
| Macédoine du Nord | 14,483     | 38   |
| Kosovo            | 14,226     | 39   |
| Monténégro        | 12,668     | 40   |
| Luxembourg        | 12,051     | 41   |
| Estonie           | 9,750      | 42   |
| Moldavie          | 9,654      | 43   |
| Lituanie          | 9,649      | 44   |
| Kazakhstan        | 8,662      | 45   |
| Lettonie          | 8,543      | 46   |
| Bulgarie          | 8,200      | 47   |
| Chypre            | 8,032      | 48   |
| Îles Féroé        | 7,020      | 49   |
| Géorgie           | 6,977      | 50   |
| Arménie           | 6,500      | 51   |
| Andorre           | 1,958      | 52   |

### Critères

#### Critères pour le classement des groupes
En cas d’égalité de points de plusieurs équipes à l'issue des matchs de groupe, les critères suivants sont appliqués dans l'ordre indiqué pour établir leur classement :
1. Plus grand nombre de points obtenus dans les matches de groupe disputés entre les équipes concernées ;
2. Meilleure différence de buts dans les matches de groupe disputés entre les équipes concernées ;
3. Plus grand nombre de buts marqués dans les matches de groupe disputés entre les équipes concernées ;
4. Si, après l’application des critères 1) à 3), plusieurs équipes sont toujours à égalité, les critères 1) à 3) sont à nouveau appliqués exclusivement aux matches entre les équipes restantes afin de déterminer leur classement final. Si cette procédure ne donne pas de résultat, les critères 5) à 11) s’appliquent dans l'ordre indiqué aux équipes encore à égalité ;
5. Meilleure différence de buts générale ;
6. Plus grand nombre de buts marqués ;
7. Plus grand nombre de buts marqués à l'extérieur ;
8. Plus grand nombre de victoires ;
9. Plus grand nombre de victoires à l'extérieur ;
10. Meilleur classement du fair-play dans tous les matches du groupe (-1 point pour un carton jaune, -3 points pour deux cartons jaunes menant à un carton rouge, -3 points pour un carton rouge direct) ;
11. Meilleur coefficient UEFA des équipes nationales concernées.

#### Critères pour le classement des ligues
Le classement de chaque ligue se fait de la façon suivante :
1. Position des équipes dans chaque groupe ;
2. Plus grand nombre de points obtenus ;
3. Meilleure différence de buts générale ;
4. Plus grand nombre de buts marqués ;
5. Plus grand nombre de buts marqués à l'extérieur ;
6. Plus grand nombre de victoires ;
7. Plus grand nombre de victoires à l'extérieur ;
8. Classement du fair-play dans tous les matches du groupe (-1 point pour un carton jaune, -3 points pour deux cartons jaunes menant à un carton rouge, -3 points pour un carton rouge direct) ;
9. Position dans le classement par coefficient des équipes nationales féminines de l’UEFA.

Afin de classer les équipes dans les ligues composées de groupes de taille différente, la procédure suivante s'applique :
1. les résultats contre les équipes classées quatrièmes ne sont pas pris en compte ;
2. tous les résultats sont pris en compte dans le but de comparer les équipes classées quatrième dans leurs groupes respectifs.

#### Critères pour le classement général
Les résultats de la phase finale influent comme suit sur le classement général de la Ligue des nations :
- Le vainqueur est classé 1er ;
- L'autre finaliste est classé 2e ;
- Le vainqueur du match pour la troisième place est classé 3e ;
- Le perdant du match pour la troisième place est classé 4e.

Dans le but d'attribuer les équipes dans les différents chapeaux du tirage au sort de la phase de qualification du Championnat d'Europe et des barrages européens, le classement général de la Ligue des Nations de l'UEFA est établi comme suit :
- les seize équipes de la Ligue A sont réparties de la 1re à la 16e place en fonction du classement individuel de la ligue ;
- les seize équipes de la Ligue B sont réparties de la 17e à la 32e place en fonction du classement individuel de la ligue ;
- les équipes de la Ligue C sont réparties de la 33e à la 51e place en fonction du classement individuel de la ligue. (Ce nombre peut varié en fonction du nombre d'inscrits)

### Ligue A

#### Phase de groupes
Légende des classements
- Qualifiée pour la phase finale
- Barrages de relégation en Ligue B
- Relégation en Ligue B

##### Groupe A1
| Rang | Équipe     | Pts | J | G | N | P | Bp | Bc | Diff |  | Résultats (▼ dom., ► ext.) |     |     |     |     |
| ---- | ---------- | --- | - | - | - | - | -- | -- | ---- |  | -------------------------- | --- | --- | --- | --- |
| 1    | Pays-Bas   | 12  | 6 | 4 | 0 | 2 | 14 | 6  | +8   |  | Pays-Bas                   |     | 2-1 | 4-0 | 4-0 |
| 2    | Angleterre | 12  | 6 | 4 | 0 | 2 | 15 | 8  | +7   |  | Angleterre                 | 3-2 |     | 1-0 | 2-1 |
| 3    | Belgique   | 8   | 6 | 2 | 2 | 2 | 7  | 10 | -3   |  | Belgique                   | 2-1 | 3-2 |     | 1-1 |
| 4    | Écosse     | 2   | 6 | 0 | 2 | 4 | 3  | 15 | -12  |  | Écosse                     | 0-1 | 0-6 | 1-1 |     |

##### Groupe A2
| Rang | Équipe   | Pts | J | G | N | P | Bp | Bc | Diff |  | Résultats (▼ dom., ► ext.) |     |     |     |     |
| ---- | -------- | --- | - | - | - | - | -- | -- | ---- |  | -------------------------- | --- | --- | --- | --- |
| 1    | France   | 16  | 6 | 5 | 1 | 0 | 9  | 1  | +8   |  | France                     |     | 3-0 | 0-0 | 2-0 |
| 2    | Autriche | 10  | 6 | 3 | 1 | 2 | 7  | 8  | -1   |  | Autriche                   | 0-1 |     | 2-1 | 2-1 |
| 3    | Norvège  | 5   | 6 | 1 | 2 | 3 | 9  | 8  | +1   |  | Norvège                    | 1-2 | 1-1 |     | 4-0 |
| 4    | Portugal | 3   | 6 | 1 | 0 | 5 | 5  | 13 | -8   |  | Portugal                   | 0-1 | 1-2 | 3-2 |     |

##### Groupe A3
| Rang | Équipe         | Pts | J | G | N | P | Bp | Bc | Diff |  | Résultats (▼ dom., ► ext.) |     |     |     |     |
| ---- | -------------- | --- | - | - | - | - | -- | -- | ---- |  | -------------------------- | --- | --- | --- | --- |
| 1    | Allemagne      | 13  | 6 | 4 | 1 | 1 | 14 | 3  | +11  |  | Allemagne                  |     | 3-0 | 4-0 | 5-1 |
| 2    | Danemark       | 12  | 6 | 4 | 0 | 2 | 10 | 6  | +4   |  | Danemark                   | 2-0 |     | 0-1 | 2-1 |
| 3    | Islande        | 9   | 6 | 3 | 0 | 3 | 4  | 8  | -4   |  | Islande                    | 0-2 | 0-1 |     | 1-0 |
| 4    | Pays de Galles | 1   | 6 | 0 | 1 | 5 | 4  | 15 | -11  |  | Pays de Galles             | 0-0 | 1-5 | 1-2 |     |

##### Groupe A4
| Rang | Équipe  | Pts | J | G | N | P | Bp | Bc | Diff |  | Résultats (▼ dom., ► ext.) |     |     |     |     |
| ---- | ------- | --- | - | - | - | - | -- | -- | ---- |  | -------------------------- | --- | --- | --- | --- |
| 1    | Espagne | 15  | 6 | 5 | 0 | 1 | 23 | 9  | +14  |  | Espagne                    |     | 2-3 | 5-3 | 5-0 |
| 2    | Italie  | 10  | 6 | 3 | 1 | 2 | 8  | 5  | +3   |  | Italie                     | 0-1 |     | 0-1 | 3-0 |
| 3    | Suède   | 7   | 6 | 2 | 1 | 3 | 8  | 10 | -2   |  | Suède                      | 2-3 | 1-1 |     | 1-0 |
| 4    | Suisse  | 3   | 6 | 1 | 0 | 5 | 2  | 17 | -15  |  | Suisse                     | 1-7 | 0-1 | 1-0 |     |

#### Phase finale de la Ligue des nations
|  | Demi-finales                       | Demi-finales              | Demi-finales              | Demi-finales              |                               |         | Finale                    | Finale                    | Finale                    | Finale                    |
|  |                                    |                           |                           |                           |                               |         |                           |                           |                           |                           |
|  | 23 février 2024 - Séville          | 23 février 2024 - Séville | 23 février 2024 - Séville | 23 février 2024 - Séville |                               |         | 28 février 2024 - Séville | 28 février 2024 - Séville | 28 février 2024 - Séville | 28 février 2024 - Séville |
|  | Espagne                            | Espagne                   | 3                         | 3                         |                               |         | 28 février 2024 - Séville | 28 février 2024 - Séville | 28 février 2024 - Séville | 28 février 2024 - Séville |
|  | Espagne                            | Espagne                   | 3                         | 3                         |                               |         | 28 février 2024 - Séville | 28 février 2024 - Séville | 28 février 2024 - Séville | 28 février 2024 - Séville |
|  | Pays-Bas                           | Pays-Bas                  | 0                         | 0                         |                               |         | 28 février 2024 - Séville | 28 février 2024 - Séville | 28 février 2024 - Séville | 28 février 2024 - Séville |
|  | Pays-Bas                           | Pays-Bas                  | 0                         | 0                         | Espagne                       | Espagne | 2                         | 2                         |                           |                           |
|  | 23 février 2024 - Décines-Charpieu |                           |                           |                           | Espagne                       | Espagne | 2                         | 2                         |                           |                           |
|  |                                    |                           | France                    | France                    | 0                             | 0       |                           |                           |                           |                           |
|  | France                             | France                    | France                    | France                    | 0                             | 0       | 2                         | 2                         |                           |                           |
|  | France                             | France                    |                           |                           |                               |         |                           | 2                         |                           |                           |
|  | Allemagne                          | Allemagne                 | 1                         | 1                         |                               |         |                           |                           |                           |                           |
|  | Allemagne                          | Allemagne                 | 1                         | 1                         | Match pour la troisième place |         |                           |                           |                           |                           |
|  |                                    |                           |                           |                           |                               |         |                           |                           |                           |                           |
|  | 28 février 2024 - Heerenveen       |                           |                           |                           |                               |         |                           |                           |                           |                           |
|  | Pays-Bas                           | Pays-Bas                  | 0                         | 0                         |                               |         |                           |                           |                           |                           |
|  | Pays-Bas                           | Pays-Bas                  | 0                         | 0                         |                               |         |                           |                           |                           |                           |
|  | Allemagne                          | Allemagne                 | 2                         | 2                         |                               |         |                           |                           |                           |                           |
|  | Allemagne                          | Allemagne                 | 2                         | 2                         |                               |         |                           |                           |                           |                           |

### Ligue B

#### Phase de groupes
Légende des classements
- Promu en Ligue A
- Barrages de promotion en Ligue A
- Barrages de relégation en Ligue C
- Relégation en Ligue C

#### Groupe B1
| Rang | Équipe               | Pts | J | G | N | P | Bp | Bc | Diff |  | Résultats (▼ dom., ► ext.) |     |     |     |     |
| ---- | -------------------- | --- | - | - | - | - | -- | -- | ---- |  | -------------------------- | --- | --- | --- | --- |
| 1    | République d'Irlande | 18  | 6 | 6 | 0 | 0 | 20 | 2  | +18  |  | République d'Irlande       |     | 1-0 | 3-0 | 5-1 |
| 2    | Hongrie              | 8   | 6 | 2 | 2 | 2 | 11 | 9  | +2   |  | Hongrie                    | 0-4 |     | 3-2 | 6-0 |
| 3    | Irlande du Nord      | 7   | 6 | 2 | 1 | 3 | 9  | 13 | -4   |  | Irlande du Nord            | 1-6 | 1-1 |     | 1-0 |
| 4    | Albanie              | 1   | 6 | 0 | 1 | 5 | 2  | 18 | -16  |  | Albanie                    | 0-1 | 1-1 | 0-4 |     |

Dès la quatrième journée l'équipe de la république d'Irlande valide la victoire dans ce groupe et sa promotion en Ligue A. Avec quatre victoires en autant de matchs, les Irlandaises dominent largement la compétition.

#### Groupe B2
| Rang | Équipe    | Pts | J | G | N | P | Bp | Bc | Diff |  | Résultats (▼ dom., ► ext.) |     |     |     |     |
| ---- | --------- | --- | - | - | - | - | -- | -- | ---- |  | -------------------------- | --- | --- | --- | --- |
| 1    | Finlande  | 16  | 6 | 5 | 1 | 0 | 18 | 2  | +16  |  | Finlande                   |     | 3-0 | 4-0 | 6-0 |
| 2    | Croatie   | 9   | 6 | 3 | 0 | 3 | 5  | 10 | -5   |  | Croatie                    | 0-2 |     | 2-0 | 2-1 |
| 3    | Slovaquie | 8   | 6 | 2 | 2 | 2 | 7  | 8  | -1   |  | Slovaquie                  | 2-2 | 4-0 |     | 1-0 |
| 4    | Roumanie  | 1   | 6 | 0 | 1 | 5 | 1  | 11 | -10  |  | Roumanie                   | 0-1 | 0-1 | 0-0 |     |

Lors de la 5e journée, la Finlande valide sa promotion en Ligue A pour les qualifications pour l'Euro 2025 en remportant ce groupe.

#### Groupe B3
| Rang | Équipe  | Pts | J | G | N | P | Bp | Bc | Diff |  | Résultats (▼ dom., ► ext.) |     |     |     |     |
| ---- | ------- | --- | - | - | - | - | -- | -- | ---- |  | -------------------------- | --- | --- | --- | --- |
| 1    | Pologne | 16  | 6 | 5 | 1 | 0 | 11 | 4  | +7   |  | Pologne                    |     | 2-1 | 2-1 | 2-0 |
| 2    | Serbie  | 10  | 6 | 3 | 1 | 2 | 10 | 5  | +5   |  | Serbie                     | 1-1 |     | 0-1 | 4-0 |
| 3    | Ukraine | 6   | 6 | 2 | 0 | 4 | 5  | 7  | -2   |  | Ukraine                    | 0-1 | 1-2 |     | 1-0 |
| 4    | Grèce   | 3   | 6 | 1 | 0 | 5 | 3  | 13 | -10  |  | Grèce                      | 1-3 | 0-2 | 2-1 |     |

#### Groupe B4
| Rang | Équipe             | Pts | J | G | N | P | Bp | Bc | Diff |  | Résultats (▼ dom., ► ext.) |     |     |     |     |
| ---- | ------------------ | --- | - | - | - | - | -- | -- | ---- |  | -------------------------- | --- | --- | --- | --- |
| 1    | Tchéquie           | 13  | 6 | 4 | 1 | 1 | 11 | 4  | +7   |  | Tchéquie                   |     | 2-2 | 4-0 | 2-1 |
| 2    | Bosnie-Herzégovine | 11  | 6 | 3 | 2 | 1 | 8  | 6  | +2   |  | Bosnie-Herzégovine         | 1-0 |     | 1-1 | 1-0 |
| 3    | Slovénie           | 6   | 6 | 1 | 3 | 2 | 4  | 9  | -5   |  | Slovénie                   | 0-2 | 2-1 |     | 0-0 |
| 4    | Biélorussie        | 2   | 6 | 0 | 2 | 4 | 3  | 7  | -4   |  | Biélorussie                | 0-1 | 1-2 | 1-1 |     |

#### Relégation directe
Les équipes en troisième position dans chaque groupe de la Ligue B sont classées de la position 1 à la position 4 sur la base du classement général de la Ligue des nations.
L’équipe classée en position 4 (32e) sera reléguée directement en Ligue C, tandis que les trois autres équipes disputeront les barrages de relégation.
| Rang | Équipe                     | Pts | J | G | N | P | Bp | Bc | Diff |
| ---- | -------------------------- | --- | - | - | - | - | -- | -- | ---- |
| 29   | Slovaquie (Groupe 2)       | 8   | 6 | 2 | 2 | 2 | 7  | 8  | -1   |
| 30   | Irlande du Nord (Groupe 1) | 7   | 6 | 2 | 1 | 3 | 9  | 13 | -4   |
| 31   | Ukraine (Groupe 3)         | 6   | 6 | 2 | 0 | 4 | 5  | 7  | -2   |
| 32   | Slovénie (Groupe 4)        | 6   | 6 | 1 | 3 | 2 | 4  | 9  | -5   |

### Ligue C

#### Phase de groupes
Légende des classements
- Promu en Ligue B
- Barrages de promotion en Ligue B

#### Groupe C1
| Rang | Équipe   | Pts | J | G | N | P | Bp | Bc | Diff |  | Résultats (▼ dom., ► ext.) |     |     |     |     |
| ---- | -------- | --- | - | - | - | - | -- | -- | ---- |  | -------------------------- | --- | --- | --- | --- |
| 1    | Malte    | 16  | 6 | 5 | 1 | 0 | 13 | 1  | +12  |  | Malte                      |     | 2-1 | 5-0 | 2-0 |
| 2    | Lettonie | 10  | 6 | 3 | 1 | 2 | 17 | 6  | +11  |  | Lettonie                   | 0-1 |     | 4-0 | 5-0 |
| 3    | Andorre  | 4   | 6 | 1 | 1 | 4 | 2  | 17 | -15  |  | Andorre                    | 0-3 | 0-4 |     | 0-0 |
| 4    | Moldavie | 3   | 6 | 0 | 3 | 3 | 4  | 12 | -8   |  | Moldavie                   | 0-0 | 3-3 | 1-2 |     |

#### Groupe C2
| Rang | Équipe     | Pts | J | G | N | P | Bp | Bc | Diff |  | Résultats (▼ dom., ► ext.) |     |     |     |     |
| ---- | ---------- | --- | - | - | - | - | -- | -- | ---- |  | -------------------------- | --- | --- | --- | --- |
| 1    | Turquie    | 18  | 6 | 6 | 0 | 0 | 16 | 0  | +16  |  | Turquie                    |     | 2-0 | 1-0 | 2-0 |
| 2    | Lituanie   | 5   | 6 | 1 | 2 | 3 | 4  | 9  | -5   |  | Lituanie                   | 0-4 |     | 0-2 | 0-0 |
| 3    | Luxembourg | 5   | 6 | 1 | 2 | 3 | 6  | 11 | -5   |  | Luxembourg                 | 0-4 | 1-1 |     | 1-1 |
| 4    | Géorgie    | 5   | 6 | 1 | 2 | 3 | 5  | 11 | -6   |  | Géorgie                    | 0-3 | 0-3 | 4-2 |     |

La Lituanie devance le Luxembourg qui devance la Géorgie à la différence de buts particulière (+1 pour la Lituanie, 0 pour le Luxembourg, -1 pour la Géorgie)

#### Groupe C3
| Rang | Équipe      | Pts | J | G | N | P | Bp | Bc | Diff |  | Résultats (▼ dom., ► ext.) |     |     |     |     |
| ---- | ----------- | --- | - | - | - | - | -- | -- | ---- |  | -------------------------- | --- | --- | --- | --- |
| 1    | Azerbaïdjan | 16  | 6 | 5 | 1 | 0 | 9  | 2  | +7   |  | Azerbaïdjan                |     | 3-0 | 1-1 | 1-0 |
| 2    | Monténégro  | 12  | 6 | 4 | 0 | 2 | 14 | 4  | +10  |  | Monténégro                 | 0-1 |     | 2-0 | 9-0 |
| 3    | Chypre      | 7   | 6 | 2 | 1 | 3 | 3  | 6  | -3   |  | Chypre                     | 0-1 | 0-2 |     | 1-0 |
| 4    | Îles Féroé  | 0   | 6 | 0 | 0 | 6 | 1  | 15 | -14  |  | Îles Féroé                 | 1-2 | 0-1 | 0-1 |     |

#### Groupe C4
| Rang | Équipe     | Pts | J | G | N | P | Bp | Bc | Diff |  | Résultats (▼ dom., ► ext.) |     |     |     |     |
| ---- | ---------- | --- | - | - | - | - | -- | -- | ---- |  | -------------------------- | --- | --- | --- | --- |
| 1    | Israël     | 16  | 6 | 5 | 1 | 0 | 21 | 2  | +19  |  | Israël                     |     | 4-1 | 0-0 | 6-1 |
| 2    | Estonie    | 10  | 6 | 3 | 1 | 2 | 11 | 11 | 0    |  | Estonie                    | 0-5 |     | 0-0 | 5-1 |
| 3    | Kazakhstan | 8   | 6 | 2 | 2 | 2 | 6  | 5  | +1   |  | Kazakhstan                 | 0-2 | 0-1 |     | 4-1 |
| 4    | Arménie    | 0   | 6 | 0 | 0 | 6 | 5  | 25 | -20  |  | Arménie                    | 0-4 | 1-4 | 1-2 |     |

#### Groupe C5
| Rang | Équipe            | Pts | J | G | N | P | Bp | Bc | Diff |  | Résultats (▼ dom., ► ext.) |     |     |     |
| ---- | ----------------- | --- | - | - | - | - | -- | -- | ---- |  | -------------------------- | --- | --- | --- |
| 1    | Kosovo            | 10  | 4 | 3 | 1 | 0 | 10 | 2  | +8   |  | Kosovo                     |     | 5-1 | 3-1 |
| 2    | Bulgarie          | 5   | 4 | 1 | 2 | 1 | 4  | 7  | -3   |  | Bulgarie                   | 0-0 |     | 2-2 |
| 3    | Macédoine du Nord | 1   | 4 | 0 | 1 | 3 | 3  | 8  | -5   |  | Macédoine du Nord          | 0-2 | 0-1 |     |

#### Accession aux barrages
Les équipes en deuxième position dans chaque groupe de la Ligue C sont classées de la position 1 à la position 5 sur la base du classement général de la Ligue des nations.
En raison de la présence d'un groupe de trois équipes (Groupe 5) dans cette ligue, les résultats contre les équipes classées quatrièmes des quatre premiers groupes (Groupe 1 à 4) ne sont pas pris en compte dans ce classement.
Les équipes classées en position 1 (38e), position 2 (39e) et position 3 (40e) seront qualifiées pour les barrages de promotion en Ligue B, tandis que les deux dernières équipes seront maintenues en Ligue C.
| Rang | Équipe                | Pts | J | G | N | P | Bp | Bc | Diff |
| ---- | --------------------- | --- | - | - | - | - | -- | -- | ---- |
| 38   | Lettonie (Groupe 1)   | 6   | 4 | 2 | 0 | 2 | 9  | 3  | +6   |
| 39   | Monténégro (Groupe 3) | 6   | 4 | 2 | 0 | 2 | 4  | 4  | 0    |
| 40   | Bulgarie (Groupe 5)   | 5   | 4 | 1 | 2 | 1 | 4  | 7  | -3   |
| 41   | Estonie (Groupe 4)    | 4   | 4 | 1 | 1 | 2 | 2  | 9  | -7   |
| 42   | Lituanie (Groupe 2)   | 1   | 4 | 0 | 1 | 3 | 1  | 9  | -8   |

### Barrages de promotion/relégation
| Équipe                 | Aller                  | Total                  | Retour                 | Équipe                 |
| Ligue A contre Ligue B | Ligue A contre Ligue B | Ligue A contre Ligue B | Ligue A contre Ligue B | Ligue A contre Ligue B |
| ---------------------- | ---------------------- | ---------------------- | ---------------------- | ---------------------- |
| Serbie                 | 1 - 1                  | 2 - 3                  | 1 - 2                  | Islande                |
| Hongrie                | 1 - 5                  | 2 - 10                 | 1 - 5                  | Belgique               |
| Bosnie-Herzégovine     | 0 - 5                  | 0 - 10                 | 0 - 5                  | Suède                  |
| Croatie                | 0 - 3                  | 0 - 8                  | 0 - 5                  | Norvège                |
| Ligue B contre Ligue C |                        |                        |                        |                        |
| Lettonie               | 0 - 3                  | 0 - 9                  | 0 - 6                  | Slovaquie              |
| Monténégro             | 0 - 2                  | 1 - 3                  | 1 - 1                  | Irlande du Nord        |
| Bulgarie               | 0 - 4                  | 0 - 7                  | 0 - 3                  | Ukraine                |

## Classement général[réf.nécessaire]
Ce classement détermine les ligues pour les qualifications de l'Euro 2025.
Mise à jour après les matchs de promotion/relégation et la phase finale : le 28 février 2024
Légende des classements
- Vainqueur
- Finaliste
- Vainqueur du match pour la 3e place
- Quatrième
- Promues en Ligue supérieure
- Maintien dans sa ligue
- Reléguées en Ligue inférieure

| Ligue A                    | Ligue A        | Ligue A                         | Ligue A | Ligue A | Ligue A | Ligue A | Ligue A | Ligue A | Ligue A | Ligue A | Ligue A |
| Rang                       | Nation         | Parcours                        | Gr.     | MJ      | G       | N       | P       | Pts     | Bp      | Bc      | Diff    |
| -------------------------- | -------------- | ------------------------------- | ------- | ------- | ------- | ------- | ------- | ------- | ------- | ------- | ------- |
| Médaille d'or, Europe      | Espagne        | Vainqueur                       | 4       | 8       | 7       | 0       | 1       | 21      | 28      | 10      | +18     |
| Médaille d'argent, Europe  | France         | Finaliste                       | 2       | 8       | 6       | 1       | 1       | 19      | 12      | 4       | +8      |
| Médaille de bronze, Europe | Allemagne      | Troisième                       | 3       | 8       | 5       | 1       | 2       | 16      | 17      | 5       | +12     |
| 4e                         | Pays-Bas       | Quatrième                       | 1       | 8       | 4       | 0       | 4       | 12      | 14      | 11      | +3      |
|                            |                |                                 |         |         |         |         |         |         |         |         |         |
| 5e                         | Angleterre     | Meilleur deuxième de groupe     | 1       | 6       | 4       | 0       | 2       | 12      | 15      | 8       | +7      |
| 6e                         | Danemark       | 2e meilleur deuxième de groupe  | 3       | 6       | 4       | 0       | 2       | 12      | 10      | 6       | +4      |
| 7e                         | Italie         | 3e meilleur deuxième de groupe  | 4       | 6       | 3       | 1       | 2       | 10      | 8       | 5       | +3      |
| 8e                         | Autriche       | 4e meilleur deuxième de groupe  | 2       | 6       | 3       | 1       | 2       | 10      | 7       | 8       | -1      |
|                            |                |                                 |         |         |         |         |         |         |         |         |         |
| 9e                         | Islande        | Meilleur troisième de groupe    | 3       | 6       | 3       | 0       | 3       | 9       | 4       | 8       | -4      |
| 10e                        | Belgique       | 2e meilleur troisième de groupe | 1       | 6       | 2       | 2       | 2       | 8       | 7       | 10      | -3      |
| 11e                        | Suède          | 3e meilleur troisième de groupe | 4       | 6       | 2       | 1       | 3       | 7       | 8       | 10      | -2      |
| 12e                        | Norvège        | 4e meilleur troisième de groupe | 2       | 6       | 1       | 2       | 3       | 5       | 9       | 8       | +1      |
|                            |                |                                 |         |         |         |         |         |         |         |         |         |
| 13e                        | Portugal       | Meilleur quatrième de groupe    | 2       | 6       | 1       | 0       | 5       | 3       | 5       | 13      | -8      |
| 14e                        | Suisse         | 2e meilleur quatrième de groupe | 4       | 6       | 1       | 0       | 5       | 3       | 2       | 17      | -15     |
| 15e                        | Écosse         | 3e meilleur quatrième de groupe | 1       | 6       | 0       | 2       | 4       | 2       | 3       | 15      | -12     |
| 16e                        | Pays de Galles | 4e meilleur quatrième de groupe | 3       | 6       | 0       | 1       | 5       | 1       | 4       | 15      | -11     |

| Ligue B | Ligue B              | Ligue B                         | Ligue B | Ligue B | Ligue B | Ligue B | Ligue B | Ligue B | Ligue B | Ligue B | Ligue B |
| Rang    | Nation               | Parcours                        | Gr.     | MJ      | G       | N       | P       | Pts     | Bp      | Bc      | Diff    |
| ------- | -------------------- | ------------------------------- | ------- | ------- | ------- | ------- | ------- | ------- | ------- | ------- | ------- |
| 17e     | République d'Irlande | Meilleur premier de groupe      | 1       | 6       | 6       | 0       | 0       | 18      | 20      | 2       | +18     |
| 18e     | Finlande             | 2e meilleur premier de groupe   | 2       | 6       | 5       | 1       | 0       | 16      | 18      | 2       | +16     |
| 19e     | Pologne              | 3e meilleur premier de groupe   | 3       | 6       | 5       | 1       | 0       | 16      | 11      | 4       | +7      |
| 20e     | Tchéquie             | 4e meilleur premier de groupe   | 4       | 6       | 4       | 1       | 1       | 13      | 11      | 4       | +7      |
|         |                      |                                 |         |         |         |         |         |         |         |         |         |
| 21e     | Bosnie-Herzégovine   | Meilleur deuxième de groupe     | 4       | 6       | 3       | 2       | 1       | 11      | 8       | 6       | +2      |
| 22e     | Serbie               | 2e meilleur deuxième de groupe  | 3       | 6       | 3       | 1       | 2       | 10      | 10      | 5       | +5      |
| 23e     | Croatie              | 3e meilleur deuxième de groupe  | 2       | 6       | 3       | 0       | 3       | 9       | 5       | 10      | -5      |
| 24e     | Hongrie              | 4e meilleur deuxième de groupe  | 1       | 6       | 2       | 2       | 2       | 8       | 11      | 9       | +2      |
|         |                      |                                 |         |         |         |         |         |         |         |         |         |
| 25e     | Slovaquie            | Meilleur troisième de groupe    | 2       | 6       | 2       | 2       | 2       | 8       | 7       | 8       | -1      |
| 26e     | Irlande du Nord      | 2e meilleur troisième de groupe | 1       | 6       | 2       | 1       | 3       | 7       | 9       | 13      | -4      |
| 27e     | Ukraine              | 3e meilleur troisième de groupe | 3       | 6       | 2       | 0       | 4       | 6       | 5       | 7       | -2      |
| 28e     | Slovénie             | 4e meilleur troisième de groupe | 4       | 6       | 1       | 3       | 2       | 6       | 4       | 9       | -5      |
|         |                      |                                 |         |         |         |         |         |         |         |         |         |
| 29e     | Grèce                | Meilleur quatrième de groupe    | 3       | 6       | 1       | 0       | 5       | 3       | 3       | 13      | -10     |
| 30e     | Biélorussie          | 2e meilleur quatrième de groupe | 4       | 6       | 0       | 2       | 4       | 2       | 3       | 7       | -4      |
| 31e     | Roumanie             | 3e meilleur quatrième de groupe | 2       | 6       | 0       | 1       | 5       | 1       | 1       | 11      | -10     |
| 32e     | Albanie              | 4e meilleur quatrième de groupe | 1       | 6       | 0       | 1       | 5       | 1       | 2       | 18      | -16     |

| Ligue C | Ligue C           | Ligue C                         | Ligue C | Ligue C | Ligue C | Ligue C | Ligue C | Ligue C | Ligue C | Ligue C | Ligue C |
| Rang    | Nation            | Parcours                        | Gr.     | MJ      | G       | N       | P       | Pts     | Bp      | Bc      | Diff    |
| ------- | ----------------- | ------------------------------- | ------- | ------- | ------- | ------- | ------- | ------- | ------- | ------- | ------- |
| 33e     | Turquie           | Meilleur premier de groupe      | 2       | 4       | 4       | 0       | 0       | 12      | 11      | 0       | +11     |
| 34e     | Malte             | 2e meilleur premier de groupe   | 1       | 4       | 4       | 0       | 0       | 12      | 11      | 1       | +10     |
| 35e     | Israël            | 3e meilleur premier de groupe   | 4       | 4       | 3       | 1       | 0       | 10      | 11      | 1       | +10     |
| 36e     | Kosovo            | 4e meilleur premier de groupe   | 5       | 4       | 3       | 1       | 0       | 10      | 10      | 2       | +8      |
| 37e     | Azerbaïdjan       | 5e meilleur premier de groupe   | 3       | 4       | 3       | 1       | 0       | 10      | 6       | 1       | +5      |
|         |                   |                                 |         |         |         |         |         |         |         |         |         |
| 38e     | Lettonie          | Meilleur deuxième de groupe     | 1       | 4       | 2       | 0       | 2       | 6       | 9       | 3       | +6      |
| 39e     | Monténégro        | 2e meilleur deuxième de groupe  | 3       | 4       | 2       | 0       | 2       | 6       | 4       | 4       | 0       |
| 40e     | Bulgarie          | 3e meilleur deuxième de groupe  | 5       | 4       | 1       | 2       | 1       | 5       | 4       | 7       | -3      |
| 41e     | Estonie           | 4e meilleur deuxième de groupe  | 4       | 4       | 1       | 1       | 2       | 4       | 2       | 9       | -7      |
| 42e     | Lituanie          | 5e meilleur deuxième de groupe  | 2       | 4       | 0       | 1       | 3       | 1       | 1       | 9       | -8      |
|         |                   |                                 |         |         |         |         |         |         |         |         |         |
| 43e     | Luxembourg        | Meilleur troisième de groupe    | 2       | 4       | 1       | 1       | 2       | 4       | 3       | 6       | -3      |
| 44e     | Kazakhstan        | 2e meilleur troisième de groupe | 4       | 4       | 0       | 2       | 2       | 2       | 0       | 3       | -3      |
| 45e     | Macédoine du Nord | 3e meilleur troisième de groupe | 5       | 4       | 0       | 1       | 3       | 1       | 3       | 8       | -5      |
| 46e     | Chypre            | 4e meilleur troisième de groupe | 3       | 4       | 0       | 1       | 3       | 1       | 1       | 6       | -5      |
| 47e     | Andorre           | 5e meilleur troisième de groupe | 1       | 4       | 0       | 0       | 4       | 0       | 0       | 16      | -16     |
|         |                   |                                 |         |         |         |         |         |         |         |         |         |
| 48e     | Géorgie           | Meilleur quatrième de groupe    | 2       | 6       | 1       | 2       | 3       | 5       | 5       | 11      | -6      |
| 49e     | Moldavie          | 2e meilleur quatrième de groupe | 1       | 6       | 0       | 3       | 3       | 3       | 4       | 12      | -8      |
| 50e     | Îles Féroé        | 3e meilleur quatrième de groupe | 3       | 6       | 0       | 0       | 6       | 0       | 1       | 15      | -14     |
| 51e     | Arménie           | 4e meilleur quatrième de groupe | 4       | 6       | 0       | 0       | 6       | 0       | 5       | 25      | -20     |

### Promotions  et relégations
| Promotions | Promotions           | Promotions        | Promotions |
| Groupe     | Ligue B → Ligue A    | Ligue C → Ligue B |            |
| ---------- | -------------------- | ----------------- | ---------- |
| Groupe 1   | République d'Irlande | Malte             |            |
| Groupe 2   | Finlande             | Turquie           |            |
| Groupe 3   | Pologne              | Azerbaïdjan       |            |
| Groupe 4   | Tchéquie             | Israël            |            |
| Groupe 5   |                      | Kosovo            |            |

| Relégations | Relégations       | Relégations          | Relégations |
| Groupe      | Ligue A → Ligue B | Ligue B → Ligue C    |             |
| ----------- | ----------------- | -------------------- | ----------- |
| Groupe 1    | Écosse            | Albanie              |             |
| Groupe 2    | Portugal          | Roumanie             |             |
| Groupe 3    | Pays de Galles    | Grèce                |             |
| Groupe 4    | Suisse            | Biélorussie Slovénie |             |